# جایزه حلقه منتقدان فیلم ونکوور برای بهترین بازیگر نقش مکمل مرد
برندگان جایزه حلقه منتقدان فیلم ونکوور برای بهترین بازیگر نقش مکمل مرد (به انگلیسی: Vancouver Film Critics Circle Award for Best Supporting Actor) در زیر فهرست شده‌اند.

## برندگان

### دهه ۲۰۰۰
| سال  | برنده             | فیلم                               | نقش           |
| ---- | ----------------- | ---------------------------------- | ------------- |
| ۲۰۰۲ | کریس کوپر         | اقتباس                             | جان لاروش     |
| ۲۰۰۲ | کریستوفر واکن     | اگه می‌تونی منو بگیر                | فرانک ابگنیل  |
| ۲۰۰۲ | دنیس کواید        | دور از بهشت                        | فرانک ویتاکر  |
| ۲۰۰۳ | الک بالدوین       | خنک‌کننده                           | شلی کاپلو     |
| ۲۰۰۳ | بنیسیو دل تورو    | ۲۱ گرم                             | جک جوردن      |
| ۲۰۰۳ | تیم رابینز        | رودخانه مرموز                      | دِیو بویل      |
| ۲۰۰۴ | مورگان فریمن      | محبوب میلیون دلاری                 | ادی دوپریز    |
| ۲۰۰۴ | توماس هیدن چرچ    | راه‌های فرعی                        | جک کول        |
| ۲۰۰۴ | کلایو اوون        | نزدیک‌تر                            | لری گرِی       |
| ۲۰۰۵ | ترنس هاوارد       | تصادف                              | کمرون ثایر    |
| ۲۰۰۵ | مت دیلون          | تصادف                              | جان رایان     |
| ۲۰۰۵ | پل جیاماتی        | مرد سیندرلایی                      | جو گولد       |
| ۲۰۰۶ | آلن آرکین         | میس سان‌شاین کوچولو                 | ادوین هووِر    |
| ۲۰۰۶ | استیو کرل         | میس سان‌شاین کوچولو                 | فرانک گینسبرگ |
| ۲۰۰۶ | برد پیت           | بابل                               | راچارد جونز   |
| ۲۰۰۷ | خاویر باردم       | جایی برای پیرمردها نیست            | آنتون چیگر    |
| ۲۰۰۷ | کیسی افلک         | قتل جسی جیمز به‌دست رابرت فورد بزدل | رابرت فورد    |
| ۲۰۰۷ | تام ویلکینسون     | مایکل کلیتون                       | آرتور ادنس    |
| ۲۰۰۸ | هیث لجر           | شوالیه تاریکی                      | جوکر          |
| ۲۰۰۸ | جاش برولین        | میلک                               | دن وایت       |
| ۲۰۰۸ | فیلیپ سیمور هافمن | تردید                              | برندان فلاین  |
| ۲۰۰۹ | کریستف والتس      | حرامزاده‌های لعنتی                  | هانس لاندا    |
| ۲۰۰۹ | استنلی توچی       | استخوان‌های دوست‌داشتنی              | جرج هاروی     |
| ۲۰۰۹ | آلفرد مولینا      | درس‌آموزی                           | جک میلر       |

### دهه ۲۰۱۰
| سال  | برنده             | فیلم                             | نقش                  |
| ---- | ----------------- | -------------------------------- | -------------------- |
| ۲۰۱۰ | کریستین بیل       | مشت‌زن                            | دیکی اکلاند          |
| ۲۰۱۰ | جان هاکس          | زمستان استخوان‌سوز                | تیِردراپ دالی         |
| ۲۰۱۰ | جفری راش          | سخنرانی پادشاه                   | لیونل لو             |
| ۲۰۱۱ | کریستوفر پلامر    | تازه‌کارها                        | هال فیلدس            |
| ۲۰۱۱ | کنت برانا         | هفته‌ای که با مریلین گذراندم      | لارنس الیویه         |
| ۲۰۱۱ | آلبرت بروکس       | رانندگی                          | برنی رز              |
| ۲۰۱۲ | فیلیپ سیمور هافمن | استاد                            | لنکستر داد           |
| ۲۰۱۲ | تامی لی جونز      | لینکلن                           | تادئوس استیونس       |
| ۲۰۱۲ | کریستف والتس      | جنگوی زنجیرگسسته                 | دکتر کینگ شولتس      |
| ۲۰۱۳ | جرد لتو           | باشگاه خریداران دالاس            | رایون                |
| ۲۰۱۳ | بردلی کوپر        | حقه‌بازی آمریکایی                 | ریچارد «ریچی» دی‌مازو |
| ۲۰۱۳ | مایکل فاسبندر     | ۱۲ سال بردگی                     | ادوین اپس            |
| ۲۰۱۴ | جی. کی. سیمونز    | ویپلش                            | ترِنس فلچر            |
| ۲۰۱۴ | ادوارد نورتون     | بردمن                            | مایک شاینر           |
| ۲۰۱۴ | مارک رافلو        | فاکس‌کچر                          | دیو شولتز            |
| ۲۰۱۵ | مارک رایلنس       | پل جاسوس‌ها                       | رودلف ایبل           |
| ۲۰۱۵ | مایکل شنون        | ۹۹ خانه                          | ریک کاروِر            |
| ۲۰۱۵ | سیلوستر استالونه  | کرید                             | راکی بالبوآ          |
| ۲۰۱۶ | ماهرشالا علی      | مهتاب                            | خوآن                 |
| ۲۰۱۶ | جف بریجز          | اگر سنگ از آسمان ببارد           | مارکوس همیلتون       |
| ۲۰۱۶ | لوکاس هجز         | منچستر بای د سی                  | پاتریک چندلر         |
| ۲۰۱۷ | ویلم دفو          | پروژه فلوریدا                    | بابی هیکس            |
| ۲۰۱۷ | آرمی همر          | مرا با نامت صدا کن               | اولیور               |
| ۲۰۱۷ | سم راکول          | سه بیلبورد خارج از ابینگ، میزوری | جیسون دیکسون         |
| ۲۰۱۸ | ریچارد ئی. گرانت  | هرگز می‌توانی مرا ببخشی؟          | جک هاک               |
| ۲۰۱۸ | ماهرشالا علی      | کتاب سبز                         | دان شرلی             |
| ۲۰۱۸ | پیتر باگدانوویچ   | سوی دیگر باد                     | بروکس آترلِیک         |
| ۲۰۱۸ | استیون ین         | سوزاندن                          | بن                   |
| ۲۰۱۹ | برد پیت           | روزی روزگاری در هالیوود          | کلیف بوث             |
| ۲۰۱۹ | تام هنکس          | روزی زیبا در محله                | فرد راجرز            |
| ۲۰۱۹ | جو پشی            | مرد ایرلندی                      | راسل بوفالینو        |

### دهه ۲۰۲۰
| سال              | برنده و نامزدها   | فیلم       | نقش   |
| ---------------- | ----------------- | ---------- | ----- |
| ۲۰۲۰             |                   |            |       |
| دنیل کالویا      | یهودا و مسیح سیاه | فرد همپتون | [ ۱ ] |
| ساشا بارون کوهن  | دادگاه شیکاگو هفت | ابی هافمن  | [ ۲ ] |
| لسلی اودم جونیور | یک شب در میامی    | سم کوک     | [ ۲ ] |